# Asticta cucullata
Asticta cucullata är en fjärilsart som beskrevs av Moore 1882. Asticta cucullata ingår i släktet Asticta och familjen nattflyn. Inga underarter finns listade i Catalogue of Life.